# Red Courage
Red Courage er en amerikansk stumfilm fra 1921 af B. Reeves Eason.

## Medvirkende
- Hoot Gibson som Pinto Peters
- Joel Day som Chuckwalla Bill
- Molly Malone som Jane Reedly
- Joseph W. Girard som Joe Reedly
- Merrill McCormick som Percy Gibbons
- Charles Newton som Tom Caldwell
- Arthur Hoyt som Nathan Hitch